# 마시모 사토시
마시모 사토시(일본어: 真下 佐登史, 1974년 3월 6일 ~ )는 일본의 전 축구 선수이다.

## 구단 경력
과거 몬테디오 야마가타에서 활동하였다.